# دانیل پوس
دانیل پوس (انگلیسی: Daniel Puce؛ زادهٔ ۲۵ ژوئیهٔ ۱۹۷۰) بازیکن فوتبال اهل ایتالیا است.
از باشگاه‌هایی که در آن بازی کرده‌است می‌توان به باشگاه فوتبال لوزان-اسپورت، باشگاه فوتبال سیون، و باشگاه فوتبال بیجینگ رن اشاره کرد.